# Słup (góra)
Słup (niem. Hupprichtberg, Hupprich) – wzniesienie (667 m n.p.m.) w południowo-zachodniej Polsce, w Sudetach Środkowych, w Grzbiecie Zachodnim Gór Bardzkich.
Wzniesienie położone około 3,6 km na południe od centrum miejscowości Srebrna Góra, w północno-zachodniej części Gór Bardzkich, w Grzbiecie Zachodnim, na północ od Wojborza.
Stroma, charakterystyczna góra, położona w Grzbiecie Zachodnim, o wyraźnie podkreślonym kopulastym wierzchołku. Wznosi się w bocznym, południowym grzbiecie, odchodzącym od Wilczej Góry i biegnącym w stronę Wojborza.
Wzniesienie zbudowane jest z dolnokarbońskich szarogłazów, zlepieńców i łupków ilastych oraz dewońskich piaskowców, łupków kwarcowych i lidytów struktury bardzkiej.
Zbocze wschodnie wzniesienia, od poziomu 575 m n.p.m. poniżej szczytu, zajmują górskie łąki i częściowo pola uprawne. Pozostałe zbocza wzniesienia łącznie z wierzchołkiem, zajmuje las mieszany i liściasty (buczyna) regla dolnego.